# Берк, Пол (актёр)
Пол Рэймонд Берк (англ. Paul Raymond Burke, 21 июля 1926[…], Новый Орлеан, Луизиана — 13 сентября 2009, Палм-Спрингс, Калифорния) — американский актёр. Был дважды номинирован на премию «Эмми» за роль детектива Нью-Йоркской полиции Адама Флинта в телесериале «Обнаженный город».

## Проблемы с законом
В 1989 году Полу Берку и Гарри Коннику-старшему, окружному прокурору штата Новый Орлеан, были предъявлены обвинения в вымогательстве и пособничестве и подстрекательстве к азартным играм. Позднее обвинения были сняты, Берк и Конник были оправданы.

## Смерть
В последние годы жизни актёр страдал от лейкоза и неходжкинских лимфом. 13 сентября 2009 года Берк умер в своем доме в Палм-Спрингс, Калифорния, в возрасте 83 лет. Его вторая жена, Лин Питерс, умерла в Палм-Спрингс 10 сентября 2013 года, в возрасте 72 лет.
Внучка — актриса Алия Шокат.